# Viola urophylla
Viola urophylla là một loài thực vật có hoa trong họ Hoa tím. Loài này được Franch. miêu tả khoa học đầu tiên năm 1886.